# Debby Connor
Debby Connor (Venray, 18 november 1982) is een Nederlandse softballer.
Connor komt uit voor de vereniging Red Caps te Venray. Ze speelt korte stop (eerste honk) en gooit en slaat rechtshandig. Connor maakte deel uit van de voorlopige selectie van het Olympische team dat deelnam aan de zomerspelen van 2008 te Peking maar haalde de uiteindelijke selectie niet. Ze is sinds 2003 lid van het Nederlands damessoftbalteam en heeft tot op heden 36 interlands gespeeld. In 2006 en 2007 kwam ze tevens uit voor de Amerikaanse ploeg van Gulf Coast CC in Panama City te Florida. In 2003 en 2005 was ze de speelster met de meeste homeruns in de Nederlandse competitie. In 2005 werd ze uitgeroepen tot de beste slagvrouw tijdens de Europese Kampioenschappen. Connor is student aan de pabo. Ze is de zuster van de hoofdklasse honkbalspeler Wesley Connor die uitkomt voor de Amsterdam Pirates.